# Leo Rulkens
Leonardus Hubertus (Leo) Rulkens (Roermond, 28 oktober 1883 – aldaar, 17 mei 1949) was een Nederlands kunstschilder.

## Leven en werk
Rulkens was een zoon van Hubertus Jacobus Rulkens (1841-1907), linnenwever, en Aldegonda Hubertina Verbocket (1851-1940). Hij behaalde in 1910 de LO-akte handtekenen aan de Haagse Academie van Beeldende Kunsten. Rulkens schilderde onder meer bloemstillevens en portretten van vooraanstaande katholieken. Hij exposeerde meerdere malen.
Hij overleed in 1949, op 66-jarige leeftijd, in het Laurentius Ziekenhuis en werd begraven op de rooms-katholieke begraafplaats Tussen de Bergen in Roermond. Hij liet zijn schilderijen en de door hem gekochte kantharos van Stevensweert na aan zijn nicht.

## Werken (selectie)
- 1920 portret van architect Pierre Cuypers
- 1925 portret van P. van Dam, politiecommissaris in 's-Hertogenbosch
- 1926 portret van mgr. Arnold Diepen
- 1929 portret van Pier Olij, collectie Fries Scheepvaart Museum, Sneek
- 1930 portret van dr. H.A. Poels, collectie Continium, Kerkrade[3]
- 1931 kopie van een 16e-eeuws portret van Karel van Gelre voor de raadszaal van het stadhuis van Roermond
- 1934 portret van kardinaal W.M. van Rossum, collectie redemptoristenklooster (Wittem)

## Afbeeldingen

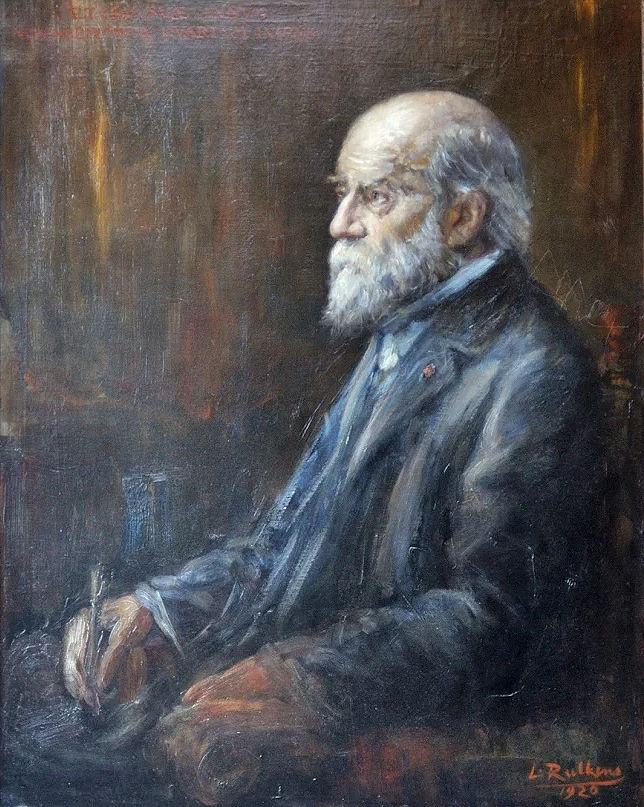
portret van Pierre Cuypers (1920)
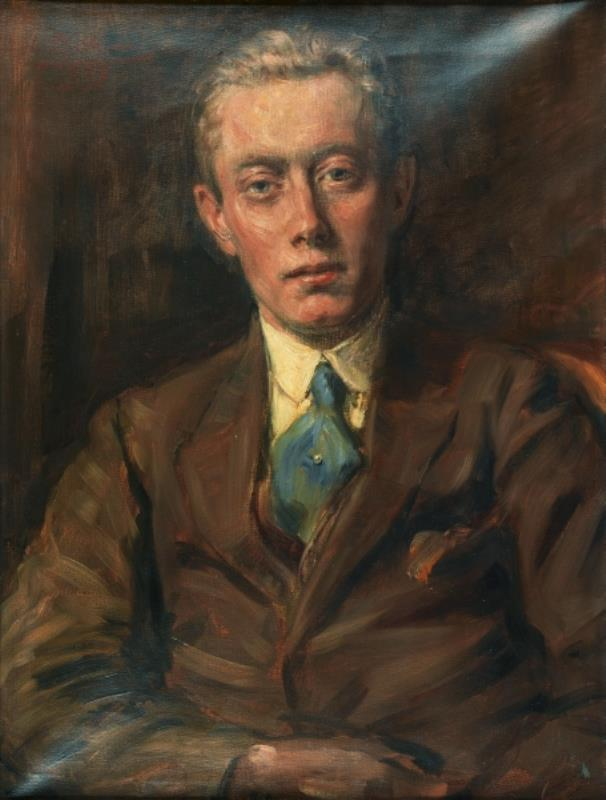
portret van Pier Olij (1929)
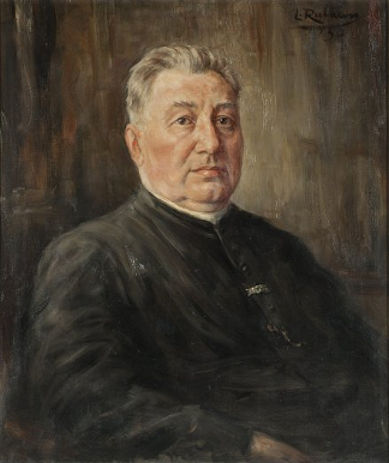
portret van H.A. Poels (1930)